# Weathered (låt)
Weathered är en låt skriven och framförd av Creed, utgiven 2002 som var den sista singeln från deras tredje album Weathered.
Öppningsriffet och sättet frontmannen Scott Stapp framför vokalerna under verserna gör att låten låter lite mer country-inspirerad än många andra av mer kända låtar. Denna låt, samt "Who's Got My Back Now?", är de enda två låtarna på Weathered som överskrider fem minuter i längd, någonting som var mycket vanligt på bandets två tidigare album.